# Conrad Coleby
Conrad Julius Coleby es un actor australiano, más conocido por haber interpretado a Scott Zinenko en la serie All Saints y a Roman Harris en Home and Away.

## Biografía
Es hijo del actor Robert Coleby y de Lena Coleby, y su hermana mayor es la actriz Anja Coleby. Asistió al Somerset College en Gold Coast, de donde se graduó en 1996, y en 1999 completó su educación en la Universidad Tecnológica de Queensland.
En 2008 comenzó a salir con la actriz Esther Anderson, quien interpreta a la oficial Charlie Buckton en Home and Away; sin embargo la relación terminó en enero de 2010.
En septiembre de 2014, se casó con la presentadora Brooke Lowther. Es padrastro de los dos hijos de Brooke de una relación anterior con Jiah Lowther.

## Carrera
En 1989 apareció junto a su padre en la película Tanamera - Lion of Singapore. En 1999 se unió al elenco de la película Sabrina, Down Under donde interpretó a Jerome Hestor. 
Entre el 2000 hasta el 2002 apareció como invitado en series como Water Rats, Flat Chat y Always Greener.
En el 2001 se unió al elenco del aclamado drama médico All Saints donde interpretó al paramédico Scott Zinenko, hasta el 2004. 
Del 2005 al 2006 interpretó al exresidente y consejero Adam Wilde en el drama australiano headLand.
En el 2007 se unió a la exitosa serie australiana Home and Away donde interpretó al carismático, aventurero y misterioso Chef Roman Harris, hasta el 11 de junio de 2009.
En el 2009 también participó en la puesta en escena de Lady Macbeth of Mtsensk, donde interpretó al nuevo peón Sergei.
En el 2010 se unió al elenco de la serie Sea Patrol donde interpreta al Suboficial Contramaestre Dylan Mulholland.
El 19 de mayo del 2019 se unió al elenco recurrente de la serie Neighbours donde interpreta a Vance Abernethy, el novio de Roxy Willis (Zima Anderson), hasta ahora.

## Filmografía[9]

### Series de televisión

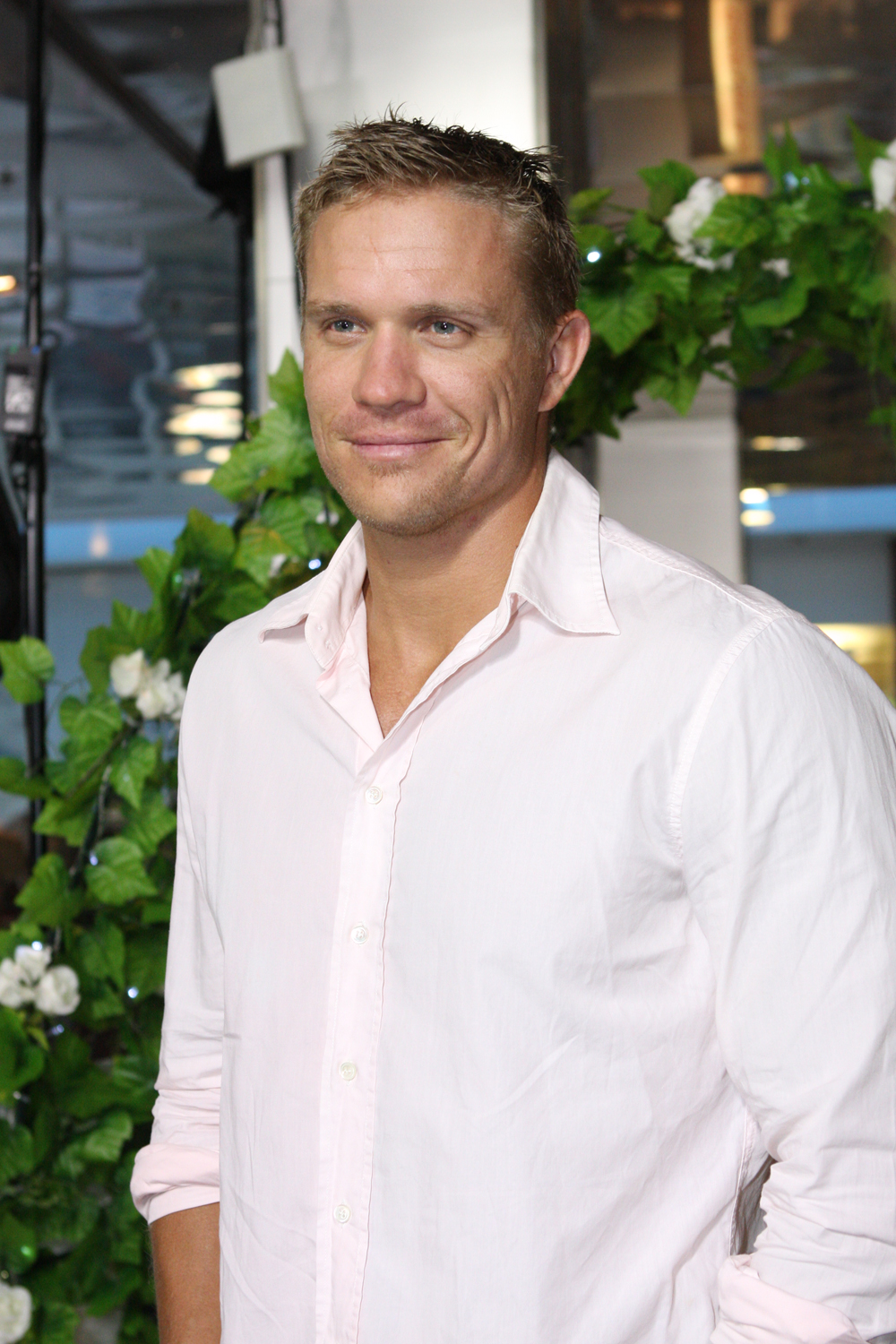
Conrad durante el estreno de la película A Few Best Men en el 2012 en Australia.

| Año         | Título                | Personaje                         | Notas                       |
| ----------- | --------------------- | --------------------------------- | --------------------------- |
| 2019        | Neighbours            | Vance Abernethy                   | 14 episodios                |
| 2017 - 2018 | A Place To Call Home  | Matthew Goddard                   | 10 episodios                |
| 2014        | The Time of Our Lives | Brad Masters                      | 2 episodios                 |
| 2011        | Underbelly: Razor     | Wharton "Syd" Thompson            | 9 episodios                 |
| 2010 - 2011 | Sea Patrol            | Soldado Dylan "Dutchy" Mulholland | 28 episodios                |
| 2007 - 2009 | Home and Away         | Roman Harris                      | 285 episodios               |
| 2005 - 2006 | headLand              | Adam Wilde                        | 52 episodios                |
| 2001 - 2004 | All Saints            | Paramédico Scott Zinenko          | 50 episodios                |
| 2002        | Always Greener        | Fantasy Cam                       | episodio "Here We Go Again" |
| 2001        | Flat Chat             | -                                 | episodio "The Mating Game"  |
| 2000        | Water Rats            | James St. Clare                   | 2 episodios                 |

### Películas
| Año  | Título                     | Personaje     | Notas                                                                  |
| ---- | -------------------------- | ------------- | ---------------------------------------------------------------------- |
| 2014 | Gifted                     | Malcolm       | junto a Robert Coleby, Nicholas Hamilton, Joss McWilliam y Gigi Edgley |
| 2013 | The Wolverine              | Hunter        | junto a Hugh Jackman                                                   |
| 2012 | Ryder Country              | Ben Quaid     | junto a Jeff Gannon, Lara Cox, Peter Sumner y Rowena Wallace           |
| 2009 | Mindfire                   | Ben           | -                                                                      |
| 2007 | The Final Winter           | Billy         | junto a Matthew Nable, Nathaniel Dean y Damian de Montemas             |
| 1999 | Sabrina, Down Under        | Jerome Hestor | junto a Melissa Joan Hart, Peter O'Brien y Tara Strong                 |
| 1989 | Tanamera-Lion of Singapore | Benjy No. 3   | miniserie - junto a Robert Coleby                                      |

### Teatro
| Año  | Producción                  | Personaje     | Director         | Teatro              | Notas                                                                  |
| ---- | --------------------------- | ------------- | ---------------- | ------------------- | ---------------------------------------------------------------------- |
| 2013 | Other Desert Cities         | Trip          | Kate Cherry      | Black Swan Theatre  | junto a Robert Coleby, Rebecca Davis y Janet Andrewartha               |
| 2009 | Lady Macbeth of Mtsensk     | Sergei        | Joseph Couch     | Belvoir St. Theatre | junto a Alice Parkinson, Edwina Ritchard y Don Reid                    |
| 2007 | The Glass Menagerie         | Tom Wingfield | Michael Futcher  | Queensland Theatre  | junto a Carol Burns, Helen Cassidy y James Stewart                     |
| 2004 | The South Pacific (musical) | Joe Cable     | Jo-Anne Robinson | Theatre Royal       | -                                                                      |
| 2003 | The Club                    | Geoff Hayward | Bruce Myles      | Sydney Theatre      | -                                                                      |
| 2000 | The Recruit                 | Stuey         | Robyn Nevin      | Melbourne Theatre   | junto a John Howard, Leeanna Walsman, Genevieve Lemon y Brendan Cowell |
| 1999 | Cosi                        | Lewis         | David Fenton     | -                   | -                                                                      |
| 1999 | Angels in America           | Martin Hellar | Mel Shapiro      | -                   | -                                                                      |
| 1996 | Evita                       | -             | -                | -                   | -                                                                      |

## Premios y nominaciones
| Año  | Categoría       | Premio        | Obra/Serie          | Resultado |
| ---- | --------------- | ------------- | ------------------- | --------- |
| 2007 | Best Actor      | Matilda Award | The Glass Menagerie | Nominado  |
| 2002 | Best New Talent | Logie Award   | All Saints          | Nominado  |